# Tibor Stark
Tibor Stark (Tata, 14 de febrero de 1972) es un deportista húngaro que compitió en halterofilia.
Ganó una medalla de oro en el Campeonato Europeo de Halterofilia de 1997, en la categoría de +108 kg. Participó en tres Juegos Olímpicos de Verano, entre los años 1992 y 2000, ocupando el octavo lugar en Atlanta 1996 (categoría de +108 kg) y el octavo en Sídney 2000 (categoría de +105 kg).

## Palmarés internacional
| Campeonato Europeo | Campeonato Europeo | Campeonato Europeo | Campeonato Europeo |
| Año                | Lugar              | Medalla            | Categoría          |
| ------------------ | ------------------ | ------------------ | ------------------ |
| 1997               | Rijeka (Croacia)   | Medalla de oro     | +108 kg            |